# Бабки (Воронежская область)
Бабки — хутор в Россошанском районе Воронежской области.
Входит в состав Алейниковского сельского поселения.

## География
На хуторе имеются две улицы — Прудская и Пушкина.

## Население
| 2010 |
| ---- |
| 16   |